# Palomar-observatorium

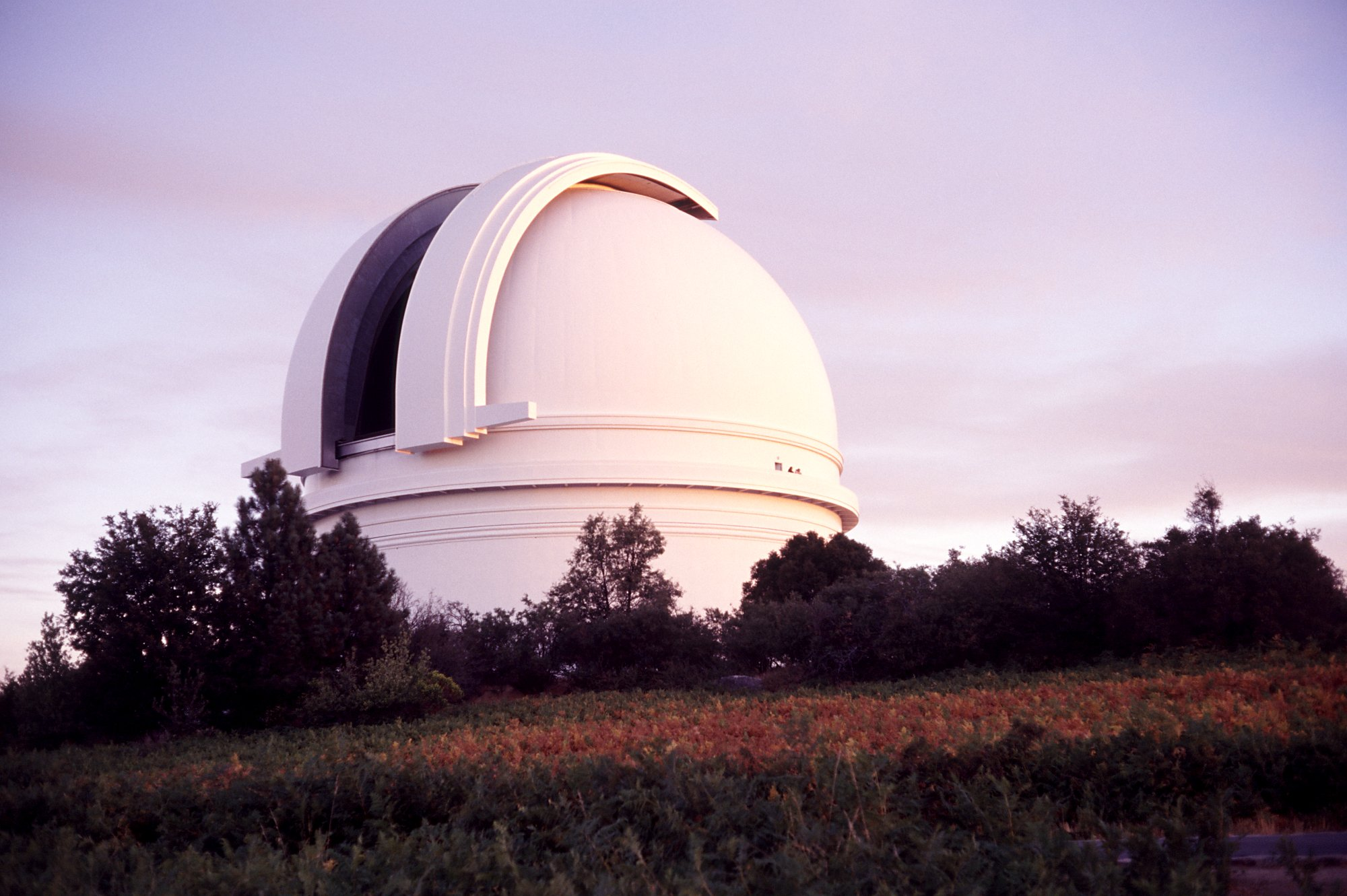
de koepel van de Haletelescoop

Het Palomar-observatorium is een sterrenwacht gelegen op 1712 meter hoogte op de berg Mount Palomar bij San Diego in Californië.
Het Palomar-observatorium is in 1948 geopend. Palomar werd gekozen omdat de berg toentertijd een flink eind uit de buurt van grote steden lag, zodat lichtvervuiling zwakke signalen vanuit de ruimte niet zou storen. Tot in de jaren tachtig bleef deze ideale toestand ook zo. Palomar-observatorium krijgt echter tegenwoordig toch steeds meer last van de stedelijke bebouwing die in de loop der tijd niet stil is blijven staan.
Het Palomar-observatorium bezit een van de beroemdste telescopen van de wereld, de Haletelescoop, die lange tijd het grootste en beste instrument ter wereld was. Het observatorium wordt beheerd door California Institute of Technology (Caltech).
Bezoekers mogen niet door de telescopen kijken, wel kunnen zij de 'visitor’s gallery' bezoeken. In de hal is een tentoonstelling over de telescopen en foto’s die ermee genomen zijn.

## Instrumenten
- Haletelescoop (200 inch, 5 meter)
- Samuel Oschintelescoop (48 inch, 1,2 meter)
- 60 inch telescoop
- Palomar testbed interferometer (1995-2008)
- 18 inch Schmidttelescoop (1936-2006)

| Optische telescopen groter dan 4 meter                                                                                                  | Optische telescopen groter dan 4 meter | Optische telescopen groter dan 4 meter | Optische telescopen groter dan 4 meter                 | Optische telescopen groter dan 4 meter      | Optische telescopen groter dan 4 meter |
| Naam | Diameter (m)                           | Spiegel                                | Nationaliteit van de sponsors                          | Locatie                                     | In gebruik                             |
| --- | -------------------------------------- | -------------------------------------- | ------------------------------------------------------ | ------------------------------------------- | -------------------------------------- |
| A. "Extreem grote telescopen" (diameter > 20 m):                                                                                        |                                        |                                        |                                                        |                                             |                                        |
| Extremely Large Telescope (ELT) | 39,3                                   | 798 segm. à 1,45 m                     | ESO-landen                                             | Cerro Armazones, Chili                      | gepland ca. 2027                       |
| Thirty Meter Telescope (TMT) | 30                                     | 492 segm. à 1,4 m                      | VS, Canada, Japan, China                               | Mauna Kea-observatorium, Hawaï              | gepland ?                              |
| Giant Magellan Telescope (GMT) | 24,5                                   | 7 spiegels à 8,4 m                     | VS, Australië, Korea                                   | Las Campanas-observatorium, Chili           | gepland ca. 2030                       |
| B. Overige telescopen groter dan 4 meter:                                                                                               |                                        |                                        |                                                        |                                             |                                        |
| Very Large Telescope 1 t/m 4 | 4 × 8,2 = 32,8                         | 4 × enkel                              | ESO-landen + Chili                                     | Paranal-observatorium, Chili                | 1998-2001                              |
| Keck-telescopen I en II | 2 × 10 = 20                            | gesegmenteerd                          | VS                                                     | Mauna Kea-observatorium, Hawaï              | 1993, 1996                             |
| Large Binocular Telescope (LBT) | 2 × 8,4 = 11,8                         | 2 × enkel                              | VS, Italië, Duitsland                                  | Mount Graham Int.-obs., Arizona             | 2007                                   |
| Gran Telescopio Canarias (GTC) | 10,4                                   | gesegmenteerd                          | Spanje, Mexico, VS                                     | Obs. R. de los Muchachos, Can. Eil.         | 2006                                   |
| Southern African Large Telescope (SALT)                                                                                                 | 9,5                                    | gesegmenteerd                          | Zd.-Afrika, VS, VK, Duitsland, Polen, Nw.-Zeeland      | South African Astron. Obs., Zd.-Afrika      | 2005                                   |
| Hobby-Eberly-telescoop (HET) | 9,2                                    | gesegmenteerd                          | VS, Duitsland                                          | McDonald-observatorium, Texas               | 1997                                   |
| Subaru-telescoop (JNLT) | 8,3                                    | enkel                                  | Japan                                                  | Mauna Kea-observatorium, Hawaï              | 1999                                   |
| Gemini North | 8,1                                    | enkel                                  | VS, VK, Canada, Chili, Australië, Argentinië, Brazilië | Mauna Kea-observatorium, Hawaï              | 1999                                   |
| Gemini South | 8,1                                    | enkel                                  | VS, VK, Canada, Chili, Australië, Argentinië, Brazilië | Cerro Pachón, Chili                         | 2001                                   |
| Atacama-obs. v.d. Univ. van Tokio (TAO)                                                                                                 | 6,5                                    | enkel                                  | Japan                                                  | Cerro Chajnantor, Chili                     | 2011?                                  |
| Multiple/Magnum Mirror Telescope (MMT)                                                                                                  | 6,5                                    | enkel                                  | VS                                                     | Fred L. Whipple Obs., Arizona               | 1987, 2002                             |
| Magellan-1 (‘W. Baade’) en -2 (‘L. Clay’)                                                                                               | 6,5                                    | enkel                                  | VS                                                     | Las Campanas-observatorium, Chili           | 2000, 2002                             |
| Bolshoi Teleskop Alt-azimutalnyi (BTA-6)                                                                                                | 6                                      | enkel                                  | Rusland                                                | Zelentsjoekskaja, Karatsjaj-Tsjerk. (Rusl.) | 1976                                   |
| Large Zenith Telescope (LZT) | 6                                      | vloeibaar                              | Canada, Frankrijk                                      | M. Knapp Research Forest, Brits-Columbia    | 2003                                   |
| Haletelescoop | 5                                      | enkel                                  | VS                                                     | Palomar-observatorium, Californië           | 1948                                   |
| William Herschel-telescoop | 4,2                                    | enkel                                  | VK, Nederland, Spanje                                  | Obs. R. de los Muchachos, Can. Eil.         | 1987                                   |
| Southern Astrophys. Res. Telescope (SOAR)                                                                                               | 4,1                                    | enkel                                  | VS, Brazilië                                           | Cerro Pachón, Chili                         | 2002                                   |
| Niet opgenomen zijn telescopen die nog overwogen worden (zoals de Overwhelmingly Large Telescope (OWL), voorlopig opgeschort, zie ESO). |                                        |                                        |                                                        |                                             |                                        |